# Fredrik Lindahl
Carl Fredrik Petter Lindahl, född 16 september 1983 i Hjo, är en svensk tidigare handbollsspelare (högersexa). Han spelade som senior för Redbergslids IK, FC Köpenhamn och HK Malmö.
Lindahls moderklubb är HK Guldkroken från Hjo där han även är uppvuxen. Han flyttade till Göteborg när han kom in på handbollsgymnasiet. Han värvades av Redbergslids IK och tog som 17-åring SM-guld med klubben 2001, som den yngsta spelaren någonsin. Han vann sitt andra SM-guld 2003 och vann samma år även VM med U21-landslaget. Han debuterade 2003 också i seniorlandslaget och gjorde under VM 2005 i Tunisien mästerskapsdebut. 2006 värvades han till FC Köpenhamn.
När AG Köpenhamn bildades 2010 lämnade Fredrik Lindahl Danmark och valde HK Malmö där han sedan spelade under 12 säsonger till 2022. Säsongen 2022 till 2023 gjorde han några inhopp i HK Malmö. Fredrik Lindahl gjorde över 1000 mål i högsta handbollserien under sin karriär. 